# Хог, Кристоффер
Кристоффер Хог (дат. Christoffer Haagh; род. 17 февраля 1987, Тистед, Виборг) — датский футболист и игрок в мини-футбол, выступал за сборную Дании по мини-футболу. В 2018 году сыграл 1 матч за сборную Дании по футболу.

## Биография

### Клубная карьера
Воспитанник клуба «Вайле». В 2006—2008 находился в составе клуба высшей лиги «Норшелланн». После окончания контракта, ушёл из большого футбола и стал играть за мини-футбольный клуб «Jægersborg Boldklub».

### Карьера в сборной
С 2012 года выступал за сборную Дании по мини-футболу.
В 2018 году между датским футбольным союзом и ассоциацией датских футболистов произошёл конфликт. Стороны не смогли подписать партнёрское соглашение (действие предыдущего закончилось ещё 1 августа), из-за разногласий по использованию имиджевых прав игроков сборной. В итоге футболисты объявили бойкот федерации и отказались выходить на товарищеский матч против сборной Словакии, их поддержали и другие профессиональные футболисты, которые также отказались от вызова в сборную. 4 сентября на сайте датской федерации был опубликован новый состав из 24 футболистов, куда вошёл и Кристоффер Хог. На следующий день Хог появился в стартовом составе на игру со Словакией, провёл на поле все 90 минут и пропустил 3 гола. Матч закончился со счётом 0:3 в пользу Словакии.

## Статистика

### Матчи Хога за сборную Дании
| Матчи Хога за сборную Дании | Матчи Хога за сборную Дании | Матчи Хога за сборную Дании | Матчи Хога за сборную Дании | Матчи Хога за сборную Дании | Матчи Хога за сборную Дании |
| --------------------------- | --------------------------- | --------------------------- | --------------------------- | --------------------------- | --------------------------- |
| №                           | Дата                        | Соперник                    | Счёт                        | Пропущено голов             | Соревнование                |
| 1                           | 5 сентября 2018             | Словакия                    | 0:3                         | 3                           | Товарищеский матч           |

Итого: 1 матч / пропущено 3 гола; 0 побед, 0 ничьих, 1 поражение.